# Mareco
Mareco é uma povoação portuguesa do Município de Penalva do Castelo que foi sede da extinta Freguesia de Mareco, freguesia que tinha 3,93 km² de área e 106 habitantes (2011), e, por isso, uma densidade populacional de 27 hab/km².
A Freguesia de Mareco foi extinta (agregada) pela reorganização administrativa de 2012/2013, tendo o seu território sido agregado ao da Freguesia de Vila Cova do Covelo para criar a União das Freguesias de Vila Cova do Covelo e Mareco.

## População
| População da freguesia de Mareco | População da freguesia de Mareco | População da freguesia de Mareco | População da freguesia de Mareco | População da freguesia de Mareco | População da freguesia de Mareco | População da freguesia de Mareco | População da freguesia de Mareco | População da freguesia de Mareco | População da freguesia de Mareco | População da freguesia de Mareco | População da freguesia de Mareco | População da freguesia de Mareco | População da freguesia de Mareco | População da freguesia de Mareco |
| -------------------------------- | -------------------------------- | -------------------------------- | -------------------------------- | -------------------------------- | -------------------------------- | -------------------------------- | -------------------------------- | -------------------------------- | -------------------------------- | -------------------------------- | -------------------------------- | -------------------------------- | -------------------------------- | -------------------------------- |
| 1864                             | 1878                             | 1890                             | 1900                             | 1911                             | 1920                             | 1930                             | 1940                             | 1950                             | 1960                             | 1970                             | 1981                             | 1991                             | 2001                             | 2011                             |
| 314                              | 313                              | 329                              | 352                              | 335                              | 322                              | 340                              | 357                              | 344                              | 293                              | 221                              | 166                              | 151                              | 128                              | 106                              |

| Distribuição da População por Grupos Etários | Distribuição da População por Grupos Etários | Distribuição da População por Grupos Etários | Distribuição da População por Grupos Etários | Distribuição da População por Grupos Etários | Distribuição da População por Grupos Etários | Distribuição da População por Grupos Etários | Distribuição da População por Grupos Etários | Distribuição da População por Grupos Etários | Distribuição da População por Grupos Etários |
| -------------------------------------------- | -------------------------------------------- | -------------------------------------------- | -------------------------------------------- | -------------------------------------------- | -------------------------------------------- | -------------------------------------------- | -------------------------------------------- | -------------------------------------------- | -------------------------------------------- |
| Ano                                          | 0-14 Anos                                    | 15-24 Anos                                   | 25-64 Anos                                   | > 65 Anos                                    |                                              | 0-14 Anos                                    | 15-24 Anos                                   | 25-64 Anos                                   | > 65 Anos                                    |
| 2001                                         | 13                                           | 10                                           | 50                                           | 55                                           |                                              | 10,2%                                        | 7,8%                                         | 39,1%                                        | 43,0%                                        |
| 2011                                         | 6                                            | 7                                            | 36                                           | 57                                           |                                              | 5,7%                                         | 6,6%                                         | 34,0%                                        | 53,8%                                        |

Média do País no censo de 2001:  0/14 Anos-16,0%; 15/24 Anos-14,3%; 25/64 Anos-53,4%; 65 e mais Anos-16,4%
Média do País no censo de 2011:   0/14 Anos-14,9%; 15/24 Anos-10,9%; 25/64 Anos-55,2%; 65 e mais Anos-19,0%

## Património
- Igreja Paroquial de Mareco.